# SN 2004gr
SN 2004gr – supernowa typu II odkryta 11 grudnia 2004 roku w galaktyce NGC 3678. W momencie odkrycia miała maksymalną jasność 17,90m.